# Eureka Seven
Eureka Seven (japonès: 交響詩篇エウレカセブン, hepburn: Kōkyōshihen Eureka Sebun, Psalms Simfònics: Eureka Seven) és un anime de 2005 sobre meques (robots), creat per l'estudi BONES i Bandai.
La sèrie va ser dirigida per Tomoki Kyoda i va tenir composició de Dai Satō,  dissenys de personatges de Kenichi Yoshida i música de Naoki Satō. Eureka Seven explica la història de Renton Thurston i el grup de proscits Gekkostate, la seva relació amb l'enigmàtic pilot de robots Eureka i el misteri dels Coralians. La sèrie de cinquanta episodis es va emetre originalment al canal MBS entre l'abril de 2005 i l'abril de 2006.
La sèrie va derivar sis adaptacions de manga, una novel·la lleugera, tres videojocs i un llargmetratge d'anime que es va estrenar l'abril de 2009. Un dels mangues és Eureka Seven: AO que es va publicar a la Monthly Shōnen Ace entre gener de 2012 i octubre de 2013, la qual es va adaptar a una sèrie d'anime de vint-i-quatre episodis, emesa entre abril i novembre de 2012. Eureka Seven va ser ben rebuda per la crítica i va guanyar diversos premis en nombrosos cerimònies de premis al Japó, sobretot a la Fira Internacional d'Anime de Tòquio de 2006.

Aquesta sèrie fou emesa pel Canal 3XL a la matinada en versió original subtitulada, del 8 d'abril de 2011 al 17 de maig del mateix any.

## Argument
Eureka Seven és una història situada en un futur distant de la Terra, on els humans què s'hi van establir van patir un misteriós fenomen anomenat "Estiu de l'Amor". Alguns anys abans, però d'acord amb la història oficial, el fenomen va ser aturat per un científic militar anomenat Adrock Thorston que va donar la seva vida per protegir la humanitat.
En Renton Thorston, el protagonista d'aquesta sèrie i el fill de l'Adrock, és un noi de catorze anys i té com a ídol en Holland, el líder d'un cos de mercenaris conegut com a Gekko State, que aparentment són només un escamot independent que està enfrontat a un govern opressiu i bel·ligerant, però el seu objectiu real és aconseguir contactar amb els coralians, uns misteriosos éssers que també habiten en el món, amb l'objectiu d'aturar la guerra que la Federació Unida té previst iniciar contra ells per aconseguir l'absolut control del planeta.
La història gira al voltant de l'entrada d'en Renton a Gekko State i la seva relació amb la misteriosa Eureka, una noia que n'és membre i pilota l'LFO Nirvash typeZERO (L'LFO més poderós i el primer a ser descobert). Quan en Renton i l'Eureka piloten junts el Nirvash, potenciat amb el misteriós "Amita Drive", es torna pràcticament invencible i pot induir un fenomen que provoca una gran devastació caracteritzat per un arc de Sant Martí d'energia, conegut com a "Seven Swell", "Fulgor dels Set Colors "o" fenomen de les Set Ones "

## Personatges

### Gekko State
- Renton Thurston: Un noi de catorze anys, i un dels pilots del Nirvash typeZERO. Vivia amb el seu avi i treballava com a mecànic abans d'unir-se a Gekko State per tal de seguir els passos d'en Holland, el seu gran ídol, i estar amb l'Eureka, de qui es va enamorar només conèixer.
- Eureka: És la noia que pilota el Nirvash typeZERO juntament amb en Renton. És una mica callada i tímida, però tracta la seva LFO no com una simple màquina, sinó com un ésser viu, amb intel·ligència i sentiments. Es diu que pot entendre el cor de les màquines. És la mare adoptiva de Maurice, Maeter i Linck. Està enamorada d'en Renton.
- Holland Novak: Líder del Gekko State, capità del Gekko-Go i pilot de l'LFO Terminus typeR909. Fins fa poc, ell i els seus companys eren membres, incloent l'Eureka, del SOF, l'elit militar de l'FO, però per alguna raó va desertar i es van convertir en un cos de mercenaris. Té 29 anys.
- Talho: La pilot principal del Gekko-Go i nòvia d'en Holland. Ha estat al costat d'en Holland des dels seus temps com a militar, quan ella era una espia, però sent constants gelosia per la forma en què en Holland tracta a l'Eureka. Té 26 anys.
- Matthieu: L'enrotllat pilot del Terminus typeR606. La gent diu que la Hilda el tracta com si fossin un matrimoni.
- Hilda: Pilot del Terminus typeR808, i la millor amiga de Talho. Té 28 anys
- Stoner: El fotògraf i periodista per a la publicació clandestina de Gekko State, ray = out. Normalment va a bord del LFO de Matthieu.
- Ken-Goh: El cap d'artilleria del Gekko-Go.
- Mischa: La doctora del Gekko-Go dedicada en cos i ànima a investigar sobre el Nirvash i Eureka.
- Gonzy: No se'n sap gaire d'ell, però quan la gent camina amb preocupació pel Gekko-Go, apareix com per art de màgia assegut en una catifa, bevent te tranquil·lament, sempre disposat a compartir una tassa i una mica de pau amb ells. Al final de la sèrie es mostra que és un Coralian.
- Jobs: Com el seu propi nom indica (Jobs és en anglès "treball"), fa moltes feines al Gekko-Go, i s'encarrega també de les provisions, les fonts d'energia i el combustible.
- Woz: És el furoner de Gekko State i l'encarregat dels sistemes informàtics i de la seva seguretat.
- Hap: Amic de la infància d'en Holland. Porta els números i ajuda al pont de comandament.
- Gidget: Encarregada de les comunicacions i el ràdar. Surt amb en Moondoggie.
- Moondoggie: El membre més recent després d'en Renton, aquest va ser criat en naus i té llicència per conduir.
- Maurice, Maeter i Linck: Tres nens orfes adoptats per l'Eureka. Els va trobar sota un munt de cossos que ella mateixa havia massacrat mentre treballava per al SOF i va ser incapaç de matar-los a sang freda. S'encarrega d'ells des de llavors. Maurice té 5 anys, Maeter 4 i Linck 3.

### Forces de la Unió Federal
- Anemone: La pilot del Nirvash type theEND. Pateix mals de cap regularment i per això és tractada amb regularitat amb una mena de droga. Té entre 17 i 19 anys. Al principi sembla estar enamorada del Coronel Dewey, però a mesura que avança la trama va corresponent a poc a poc els sentiments d'en Dominic.
- Dominic Soleil: Segon oficial a càrrec de Dewey. La seva principal tasca és encarregar-se de l'Anemone, i pel que sembla està enamorat d'ella, encara que aquesta no té pinta de correspondre de la mateixa manera. Té 20 anys.
- Dewey Novak: El germà gran d'en Holland. Va estar empresonat fins fa poc, i va ser deixat anar per ordre del govern. Des de llavors ha format un grup d'elit militar, agafant l'Anemone i en Dominic sota el seu comandament. Sempre porta una agenda amb ell, però es desconeix què hi apunta.
- Esquadró Ageha: Unitat anti-Coralia creada per Dewey, composta per nenes especialment entrenades. Tenen molta habilitat i són letals, es prenen la seva feina com un autèntic joc de nens.
- Adrock Thurston: El pare d'en Renton. Va ser un científic militar considerat un autèntic heroi. El seu equip i ell estudiaven els Coralian i el fenomen de les Set Ones, l'Eureka era una part principal d'aquest. Va ser qui va aturar l'"Estiu de l'Amor" desapareixent en circumstàncies desconegudes, el seu cos mai va ser trobat, donant-se per mort i proclamant-lo heroi de tota la federació.
- El Consell dels Savis: L'autoritat màxima de la Unió Federal, aparentment ubicats en la mateixa aeronau que va portar la humanitat al planeta.

### Civils
- Axel Thurston: L'avi de Renton i un reconegut mecànic. Inicialment es va oposar a la idea que en Renton s'unís a Gekko State, però més tard va decidir deixar-lo fer, ja que creia que havia de veure el món per ell mateix, i també que en un futur tornarà a viure al seu costat. Abans que en Renton marxés, li va donar un misteriós artefacte anomenat "Amita Drive", que havia estat del seu fill Adrock anys enrere, capaç d'alliberar el poder real del Nirvash. També té un passat ocult relatiu a Holland. Més tard se sap que Axel en persona va crear la taula skurve del Nirvash typeZERO.
- Diane Thurston: La germana d'en Renton. Ella i el seu avi el van criar després de la mort dels seus dos pares. Va marxar de casa anys enrere, aparentment per buscar el seu pare, i mai més es va saber res d'ella. La seva cara mai apareix o apareix ratllada en les fotos i flashbacks que es fan sobre ella, i per alguna raó Talho i Holland semblen reaccionar en sentir el seu nom. Després en Holland acaba explicant que anys enrere la Diane i ell sortien junts i eren xicots, però per la curiositat d'investigar els coralian, la relació es va anar distanciant fins que es va acabar. En Holland mai va deixar d'estimar-l i la Talho sent gelosia per això, i en saber que en Renton és germà de la Diane decideix fer-li males passades. La Diane apareix gairebé al final de l'anime, igual que el pare d'en Renton, l'Adrock.
- Charles Beams: Un pilot que treballa pel seu compte. Va ser contractat per a una missió a favor de destruir Gekko State i recuperar l'Eureka. Ell i la seva dona eren també part del SOF, i d'alguna manera estan connectats amb Dewey i l'Adrock.
- Ray Beams: La dona d'en Charles i també pilot autònoma. Un accident la va deixar estèril en el passat i per alguna motiu en culpa l'Eureka.

## Termes

### El Compac Drive i l'Amita Drive
Hi ha poca informació sobre aquests dispositius. El Compac Drive fa les funcions d'interfície entre les persones i qualsevol màquina, tant una moto com maquinària pesant, a més dels LFO. Eventualment apareix en el Compac Drive d'en Renton la paraula "EUREKA" sense cap explicació. El Compac Drive es complementa amb l'Amita Drive, un dispositiu que és afegit al Compac Drive, i que connectat al Nirvash typeZERO permet que aquest alliberi tot el seu potencial. L'origen d'aquest dispositiu és un misteri, només se sap que l'Adrock l'hi va confiar a l'Axel (avi d'en Renton) abans de desaparèixer. A diferència de la resta dels LFO, tant el Nirvash typeZERO com el type theEND no necessiten un Compac Drive per controlar-los, suposadament per l'enllaç especial que hi ha entre els seus pilots i l'LFO.

### Onades de Trapa, Reffing i els LFO
A diferència de la Terra, l'atmosfera d'aquest món està impregnada d'una misteriosa substància anomenada "drap" (Partícules de Transparència lumínica) amb un comportament que recorda al d'un fluid. Normalment el drap no es pot veure, encara que quan la seva densitat és bastant alta pot arribar a veure's a simple vista. Mitjançant materials especials capaços d'interaccionar amb el "drap" és possible utilitzar-lo per "navegar-hi", sigui amb taules de Reffing, com els LFO o bé planejant-hi a sobre utilitzant superfícies reflectores especials com el Gekko Go. El "Reffing" és un esport popular en què surfegen sobre onades de "drap" amb unes taules especialment dissenyades. Els científics també van crear màquines gegants de forma humanoide que poden volar fent servir la mateixa idea: els LFO (Light Finding Operation, Operació de Cerca de Llum). Uns anys després de la seva invenció, els LFO ja eren usats com a maquinària militar.
Tipus de LFO
- Nirvash: El Nirvash typeZERO va ser el primer LFO trobat en un jaciment i es van basar en ell per a la fabricació de la resta d'LFO. L'armadura exterior va ser creada per científics del centre de recerca "Tresor", i la taula skurve va ser creada per l'Axel Thorston. Originalment el pilotava només l'Eureka, però a mesura que avança la història només respon quan en Renton i l'Eureka són a la cabina. El typeZERO rep una millora cap a la meitat de la sèrie que li permet convertir-se en una aeronau.
- "'TheEND"': L'altre Nirvash que apareix a la sèrie és el type theEND, pilotat per l'Anemone. És un altre typeZERO, respon a estímuls com el Nirvash. És el més avançat de tots els KLF's. Ni el KLF d'en Holland és tan ràpid com per acostar-se al theEND i ajudar a l'Eureka i en Renton.
- Terminus: El Terminus va ser creat per ser utilitzades per les Forces Especials. A causa del seu increïble potencial, els Terminus són difícils de maniobrar, quedant en desús. El TR-606, 808 i 909 són usats per Gekko State durant gran part de la sèrie, tot i que en Holland comença a fer servir el model TR-303 cap al final. El TR-505 és utilitzat per Sumner Sturgeon en TR1: New wave.
- KLF Mon-Soon: L'estàndard de combat usat per les forces de la Federació Unida. Els Mon-Soon són inferiors al model Terminus, però més senzills de pilotar gràcies al sistema Compac Feedback. El model type20 té un canó làser i míssils dirigits.
- Sparhead: Un LFO especial de combat que no surfeja usant taules, sinó unes petites pestanyes ancorades al seu cos principal. Els únics models apareguts en la sèrie van ser el SH-101, en dos colors, pilotats per Charles i Ray.
- Devilfish: És una classe de LFO creat per poder estar en l'espai exterior, l'únic model que fa aparició en l'anime és el TB-303, usat per en Holland després que el seu LFO original és destruït, no té l'opció de convertir-se en vehicle.

Els models Nirvash, Terminus i Mon-Soon type20 també tenen l'habilitat de transformar-se en vehicles capaços d'assolir grans velocitats per terra, permetent moure's molt ràpidament allà on la densitat de trapar no permet fer surf.

## Contingut de l'obra

### Anime
Eureka Seven consta de 50 episodis que es van emetre del 17 d'abril de 2005 al 2 d'abril de 2006 a les xarxes Mainichi Broadcasting System i Tokyo Broadcasting System. A Catalunya la sèrie es va emetre al Canal 3XL en versió original japonesa i subtitulada en català, llevat dels episodis 19, 20,21 i 22 que van ser emesos en anglès.
Existeix una seqüela de l'anime titulada Eureka Seven: AO, la qual es va començar a emetre el 12 d'abril de 2012 i va finalitzar el 20 de novembre de 2012. Va constar d'un total de 24 episodis. Es va publicar al Japó en Blu-ray i DVD, juntament amb una OVA titulada Els camps de flors de Jungfrau.

#### Música
A banda dels openings i endings, la banda sonora de la sèrie va ser composta per Naoki Satō.
- Openings:

1. "Days" — FLOW (episodis 1–13).
2. "Shōnen Heart" — Home Made Kazoku (episodis 14–26).
3. "Taiyou no Mannaka he" — Bivattchee (episodis 27-39).
4. "Sakura" — NIRGILIS (episodis 40–50).

- Endings:

1. "Himitsu Kichi" — Kozue Takada (episodis 1–13, 26).
2. "Fly Away" — Izawa Asami (episodis 14–25).
3. "Tip Taps Tip" — HALCALI (episodis 27-39).
4. "Canvas" — COOLON (episodis 40–50).

- Altres cançons de la sèrie:
  - "Storywriter" — Supercar.
  - "Tiger Track" — KAGAMI.
  - "Acid Track Prototype" — RYUKYUDISKO.
  - "Get It By Your Hands" — Hiroshi Watanabe a.k.a Quadra.
  - "Trance Ruined" — NEW DEAL.

### Manga
Jinsei Kataoka i Kazuma Kondou van crear una adaptació al manga de l'anime original. El manga va ser publicat per Kadokawa Shoten i va començar a publicar-se a la revista Monthly Shōnen Ace a partir del número de març de 2005 i va acabar al número de gener de 2007, amb un total de 23 capítols.

### Pel·lícula
La pel·lícula Koukyou Shihen Eureka Seven: Pocket ga Niji de Ippai (交響詩篇エウレカセブン ポケットが虹でいっぱい, lit. 'Eureka Seven: Butxaca amb l'arc de Sant Martí') es va anunciar a la revista Newtype eel més de maig de 2008. La data d'estrena va ser el 25 d'abril de 2009.
La pel·lícula tracta una història alternativa amb en Renton, fill de científics, i l'Eureka, una noia que no pot viure sota el sol, que s'han criat junts i senten molta estima l'un per l'altre. Un dia, l'Eureka és segrestada. En Renton es proposa rescatar-la i entra a la milícia. Aviat se l'assigna a la Unitat Independent jove 303 de la Primera Força Mòbil, gràcies al seu excepcional rendiment amb la seva Nirvash, una armadura bio-mecànica. Amb aquesta unitat lluitarà contra els Image, uns éssers que han envaït la terra i que estan relacionats amb l'Eureka.

### Videojocs
El primer videojoc d'Eureka Seven va sortir a la venda al Japó el 27 d'octubre de 2005 per PlayStation 2 i es va titular Eureka Seven TR1: New Wave. Se situa abans de l'inici de la sèrie, els protagonitzen altres personatges. La cançó principal és obra de FLOW i es diu Realize. El segon videojoc es va titular Eureka Seven: New Vision i va sortir a la venda per PlayStation 2 el maig de 2006 al Japó i el 17 d'abril del 2007 als EUA, el qual és una continuació de l'anterior, i se situa 2 anys després de la història de TR1: New Wave.

## Curiositats

### General
- L'"Estiu de l'amor" fa referència a dos importants moviments socials: L'estiu de l'Amor i el Segon Estiu de l'Amor.
- El tallat de cabells, la gorra i la imatge de l'Stoner s'assembla molt als de Che Guevara.
- Els noms dels capítols fan referència constant a títols de cançons.
- En l'episodi 20, en Holland rescata de la presó de "dabu Ghraib", realment semblant a Abu Grahib, un centre de tortures a l'Iraq de l'Exèrcit dels EUA.
- El concepte del Reffing està basat en el surf.
- Holland i Dewey apareixen moltes vegades durant la sèrie llegint el llibreThe Golden Boughde l'antropòleg escocès James George Frazer.
- Del capítol 16 fins al 19 l'acció es desenvolupa en les mines FAC_51, en un poble o regió anomenada Hisenda. És una referència a un club nocturn que regia la Factory Records que també era conegut com a FAC-51.
- En el capítol 42, Norbu i Sakuya usen els seus poders per a revertir la "Gran barrera" per obrir-los el pas al Renton i companyia. Ells criden al fenomen Pororoca, que resulta ser el nom que diverses tribus de l' Amazones li donen al fenomen que produeix una inversió del flux del riu, provocant una entrada violenta d'aigua marina riu amunt a causa a les marees, havent-hi la casualitat que també és un punt important per surfers.
- En el capítol 44, Dominic va a la ciutat de Warsaw, més endavant li expliquen que la zona també és coneguda com a "Joy Division". Warsaw va ser un dels primers nom del grup de rock Joy Division.
- LFO and KLF Són els noms de dues bandes que van aparèixer a finals dels 80.
- Els LFO Terminus tenen el nom dels coneguts sintetitzadors del fabricant  Roland Corporation: TB-303, Roland TR-808 i Roland TR-909.
- Els KLF Mon-Soon models 10, 20 i VC Tenen els noms dels sintetitzadors del fabricant KORG. En concret fa referència als models de sintetitzadors MS-10, MS-20 i VC-10.
- La misteriosa casa on entra en Renton al capítol 16 es basa en la Casa de la Cascada, una construcció realitzada el 1937 per l'arquitecte Frank Lloyd Wright.
- El model del Gekko-go, el SL 1200 MK-II, fa referència al model de tocadiscs Technics_SL-1200.
- Els AFX (O AFEX) que utilitza Dewey per llançar Orange contra els Coralians basen el seu nom a Aphex Twin, una altra banda anglesa de la mateixa discogràfica que LFO.
- Els colors dels LFO Spearhead de Beans i Ray estan basats en els VF-1 Valkiria usats per Max Jenius i la seva dona Milia Fallyna Jenius en la sèrie de mechas The Super Dimension Fortress Macross.
- La revista Ray = Out del mode de surf a l'aire, fa referència a la revista de surf, Raygun, creada pel dissenyador David Ray Carson.
- Els noms dels nens Maurice, Maeter i Linck fan referència al dramaturg i assagista belga Maurice Maeterlinck.

### Personatges
- Hap fa referència a Hap Jacobs, un conegut creador de Taules de surf.
- Anemone és el nom d'una noia psíquicament inestable de la novela Coin Locker Babies de Ryu Murakami. Allà el personatge també té una mascota anomenada Gulliver, però en comptes d'un ornitorrinc es tracta d'un alligator.
- Adrock està basat en Adam Horovitz de Adrock dels Beastie Boys.
- Els col·laboradors d'Adrock en el descobriment del Nirvash, el Dr Yauch i el Dr Diamond, són els noms d'Adam Yauch i Michael Diamond també membres del grup Beastie Boys.
- El cognom de la família Thorston ve del cantant de la banda Sonic Youth.
- El nom d'en Holland és un homenatge al Surfista Americà Todd Holland.
- L'Eureka és una exclamació famosa del savi grec Arquimedes.
- Jobs i Woz són els sobrenoms de Steve Jobs i de Steve Wozniak, co-fundadors d'Apple Computer.
- Maurice, Maeter i Linck formen part del nom del poeta belga Maurice Maeterlinck.
- Maurice, Maeter i Linck tenen una gran semblança amb els personatges de la sèrie original de Gundam: Katsu, Retsu i Kikko, que també són 3 nens orfes per la guerra, de la mateixa edat, rescatats i acollits per Frau Bow, encara que aquest personatge no tingui especials similituds amb l'Eureka.
- Gidget és el nom d'una protagonista d'una sèrie de pel·lícules de finals dels 50 i inicis dels 60. Moondoggie és també el nom del seu nòvio en aquestes pel·lícules.
- El nom real de Moondoggie és James Darren Emerson, fent referència a James Darren, que interpretava el personatge Moondoggie en diverses de les pel·lícules esmentades abans, i Darren Emerson, un conegut DJ.
- Triptee basa el seu nom al pseudònim James Tiptree, Jr d'una escriptora de ciència-ficció.
- L'oncle de Renton guarda una certa semblança amb el personatge de  Cowboy bebop Jet Black, coincidint que part de l'estudi va treballar també en aquest projecte.
- Charles and Ray són els noms de Charles Eames i Ray Eames, dos dissenyadors casats. També és el nom del famós cantant americà Ray Charles.
- Dr Greg "Bear" Egan basa el seu nom en els escriptors de ciència-ficció Greg Bear i Greg Egan.
- Al començament del capítol 45, apareixen per uns segons dos personatges que en realitat són els protagonistes dels jocs per Play Station 2 Sumner Sturgeon i Ruri.
- L'aspecte de Matthieu està inspirat en Rob Machado un conegut surfista al que també li agrada punxar música.